# Kidd Jordan
Kidd Jordan (Crowley, 5 mei 1935 - New Orleans, 7 april 2023) was een Amerikaanse jazzsaxofonist en muziekpedagoog. Van 1974 tot 2006 gaf hij les aan de Southern University in New Orleans.

## Biografie
Jordan werd geboren in Crowley in het zuidwesten van Louisiana, waar in die tijd de rijstteelt de belangrijkste economische activiteit was. De muziek in dat gebied was zydeco en blues, Clifton Chenier kwam uit hetzelfde gebied, net als tenorsaxofonist Illinois Jacquet (wiens muziekleraar ook les gaf aan Jordan).
Jordans eerste instrumenten waren C-melodie en altsaxofoons. Terwijl hij op de middelbare school zat, begon Jordan "standaardarrangementen voor drie of vier saxofoons" uit te voeren met enkele oudere muzikanten, en verdiepte hij zich in de muziek van Charlie Parker. Jordan las getranscribeerde solo's in het tijdschrift Down Beat, maar leerde ook de muziek van Parker op het gehoor. Illinois Jacquet bracht hem op het idee om vrije improvisatie te spelen, maar hij werd dieper beïnvloed door de free jazz van Ornette Coleman, die eerder in het gebied had opgetreden met bluesbands.
Jordan studeerde tegelijkertijd met zijn zwager Alvin Batiste muziekonderwijs aan de Southern University in Baton Rouge. Oorspronkelijk was hij van plan een klassieke altsaxofonist te worden. Hij verhuisde in 1955 naar New Orleans en begon regelmatig mee te spelen met rhythm-and-blues musici als Guitar Slim, Ray Charles, Big Maybelle, Big Joe Turner, Chuck Willis (met George Adams op bariton) en Choker Campbell. Jordan heeft deze optredens beschreven als "bevredigend vanwege de esthetiek in de omgang met die mensen en dat de esthetiek van de blues een deel is van wat ik in mijn spel wil hebben".
Jordan richhte in 1975 The Improvisation Arts Quintet op, hij speelde in zijn optredens op tenor-, bariton-, sopraan-, alt-, C-melodie- en sopranino-saxofoons, evenals op contrabas en basklarinetten. Hij gaf aan een voorkeur te hebben voor het spelen van "outside"-muziek (zoals vrije improvisatie) op tenor, omdat hij de alt nauw associeerde met zijn eerdere studie van klassiek repertoire, toon en techniek. Jordan trad op en nam op met een brede selectie muzikanten in stijlen variërend van R&B tot avant-garde jazz, waaronder Ray Charles, Aretha Franklin, Stevie Wonder, R.E.M., William Parker, Alvin Fielder, Archie Shepp, Fred Anderson, Ornette Coleman, Ellis Marsalis, Cannonball Adderley , Ed Blackwell en Cecil Taylor.
In zijn optredens en opnames was zijn muziek volledig geïmproviseerd: "Alles wat je op mijn albums hoort, is geïmproviseerd." legde hij uit. "Het is collectieve improvisatie, maar er zijn geen melodieën. Ik heb lang geleden geprobeerd ideeën op te schrijven, maar dat doe ik niet meer.".
Het Franse Ministerie van Cultuur erkende Jordan in 1985 als Ridder (Chevalier) in de "Ordre des Arts et des Lettres". De Franse regering kende hem de hoogste artistieke onderscheiding toe voor zijn impuls als visionair pedagoog en uitvoerder.
Jordan gaf les aan Donald Harrison en Branford Marsalis toen zij nog tieners waren, en was instructeur aan het New Orleans Center for Creative Arts (NOCCA). Als docent jazzstudies aan de Southern University in New Orleans moedigde Jordan zijn studenten aan om nieuwe benaderingen van traditionele muziekvormen na te streven. Een van Jordans studenten was trombonist Charles Joseph, die later medeoprichter zou worden van de Dirty Dozen Brass Band. Jordan componeerde "Kidd Jordan's Second Line" voor de Dirty Dozen Brass Band voorafgaand aan hun eerste Europese optreden in 1982, en trad ook op met de band.
In 2006 verloor Jordan zijn huis en de meeste van zijn bezittingen tijdens de nasleep van de orkaan Katrina. Een paar weken na de orkaan nam hij in Brooklyn het album Palm of Soul op met William Parker en Hamid Drake. Jordan keerde later terug naar Orleans.
Op 7 november 2010 werd Jordan opgenomen in de Louisiana Music Hall of Fame.
In 2011 bevatte de televisieserie Treme een nummer van Palm of Soul, "Last of the Chicken Wings". Jordan maakte later een korte verschijning in Treme.
Jordan stierf op 7 april 2023, op 87-jarige leeftijd. Hij had zeven kinderen, die hij allemaal muziek leerde. Zijn zoon Kent Jordan is jazzfluitist en een andere zoon, Marlon Jordan, is jazztrompettist. Zijn dochter Stephanie Jordan is een jazzzangeres en een andere, Rachel Jordan, is klassiek violist.